# وولف أرنولد
وولف أرنولد (بالألمانية: Wolf-Dietrich Arnold) (و. 1940 – م) هو أستاذ جامعي، من ألمانيا، ولد في دريسدن.

## مناصب وهيئات
أدار جامعة لايبتزغ، وجامعة يينا.

## جوائز
حصل على جوائز منها:
- صليب وسام الاستحقاق من جمهورية ألمانيا الاتحادية.